# Nagy János István
Nagy János István (Budapest, 1967. november 5. -) eszperantista, marketing közgazdász, gazdaságmérnök. A Magyarországi Eszperantó Szövetség  (MESZ) volt gazdasági alelnöke, operatív vezetője (2009-2023).

## Életútja
1975-1982 között az alaptanulmányait a budapesti Pollák Károly Ált. Iskolában végezte. 1982-1985 között magasépítészetből (Bokányi Dezső Szakképző Iskola: Építő szak) szakvizsgázott. 1987-1989 között a Magyar Néphadsereg sorkatonai szolgálatteljesítése idején olasz nyelven tanult majd a katonai szolgálat után az Olasz Kulturális Intézetben alapfokú vizsgát tett. 1989-1993 között a Belkereskedelmi áruforgalmi és gazdálkodási vezető -
Jurányi Dolgozók Kereskedelmi Szakközépiskola tanulója volt, kereskedelmi és gazdálkodási érettségi bizonyítványt szerzett. 1993-1995 között az The Open University Open Business School és magyarországi Euro-Contact Business School hallgatója volt, Hatékony menedzser- Marketing - Emberek kezelése programbizonyítványt szerzett. 1998-1999 között Bp. Lite Nyelviskolában angol nyelvből K-4 alapfokú nyelvvizsgát tett. 1998-2001 között Szent István Egyetem Gazdálkodási Karán gazdaságmérnöki tanulmányt folytatott. Tanulmányait Budapesten folytatta 2002-2007 között a Heller Farkas Főiskola gazdálkodási szakon marketing közgazdász diplomát szerzett. 
2002-2003 között másodhallgató volt az ELTE Bölcsészettudományi Kar-án ”Európai tanulmányok” bizonyítványt szerzett.

### Családja
Elvált, egy gyermeke van Dóra (1995).

### Eszperantó tevékenysége
- 2009-ben lett a MESZ elnökségi tagja ill. a MESZ Észak-Magyarország Régió igazgatója. Tevékenységei: a MESZ arculattervezése, elnökségi munkák koordinálása, gazdasági- , személy- és pénzügyek; szerződések ügyintézése, adományozások, pályázatírás, forrásteremtés, beszámolók és költségvetések készítése, alapszabály módosításának koordinálása, MESZ nyelvtanfolyamok szervezése, könyvkészlet-gyűjtemény gyarapítója, Webáruház feltöltése és teljesítése, programok szervezése és koordinálása, irodavezetés, mindennemű protokoll és teljes körű operatív feladatok tervezése, szervezése, lebonyolítása.[2]
- Számos alkalommal vett részt Eszperantó Világkongresszusokon: Hollandia, Rotterdam - 2008; Lengyelország, Białystok - 2009; Franciaország, Lille - 2015; Szlovákia, Nyitra - 2016; Dél-Korea, Szöul[3] - 2017.[4][5]
- Az eszperantó közösség tagságának támogatása[6].
- Wikipédia projekt 2010 - magyar nyelvű eszperantóról és eszperantistákról szóló szócikkek készítésének támogatója, aktív résztvevője.[7]

### Hobbi, szabadidős tevékenység
Szabadidejében versenyszerűen túrázik, ötpróbázik. Eredményei: 2015-ben Budapest Kupa bajnok, 2020-ban TTT Senior első helyezet, arany fokozat; 2021-ben TTT Az év teljesítménytúrázója; 2021-ben Arany- kiváló – érdemes teljesítménytúrázó; 2022-ben Magyar Turista Kupabajnok, arany fokozat; 2023-ban Geogo Gyémántkupa, bajnok; 2024-ben MSTSZ Nemzeti bajnokság – egyéni és csoport arany. 2017 és 2023 közötti időszakban több tucat eszperantó vonatkozású túrát szervezett.

## Tagsága
- Magyar Tae-Kwon-do Szövetség - 1982-1988
- Magyar Természetbarátok Szövetség (MTSZ) - 1999-2003
- MTSZ túravezetők - 2003-
- Magyarországi Eszperantó Szövetség (MESZ) - 2007-
- Humán Észak-Magyarországi Regionális Fejlesztési Alapítvány kuratórium tagja, titkára - 2008-2010
- MESZ, Észak-Magyarországi Régió igazgatója - 2008-2011
- Eszperantó Világszövetség (UEA) - 2015-2019
- Teljesítménytúrázók Társasága (TTT) - 2014
- Magyarországi Eszperantó Szövetség örökös tag - 2021
- Meteor Természetbarátok Turista Egyesület - 2021-
- Magyar Természetjáró Szövetség - 2023-
- Hazajáró Honismereti és Turista Egylet -  2024-

## Díjak, elismerések
- Cserhát Művészkör Art-díja - 2010
- Diploma a 19. Nemzetközi Orvos-egészségügyi Eszperantó-kongresszus (IMEK) sikeres megszervezéséért (UMEA kitüntetése). - 2014
- Pro esperanto honordiplomo , Az „eszperantóért diploma” MESZ kitüntetés. - 2023

## Galéria
Kőbefújt plakátok 2007 projekt:

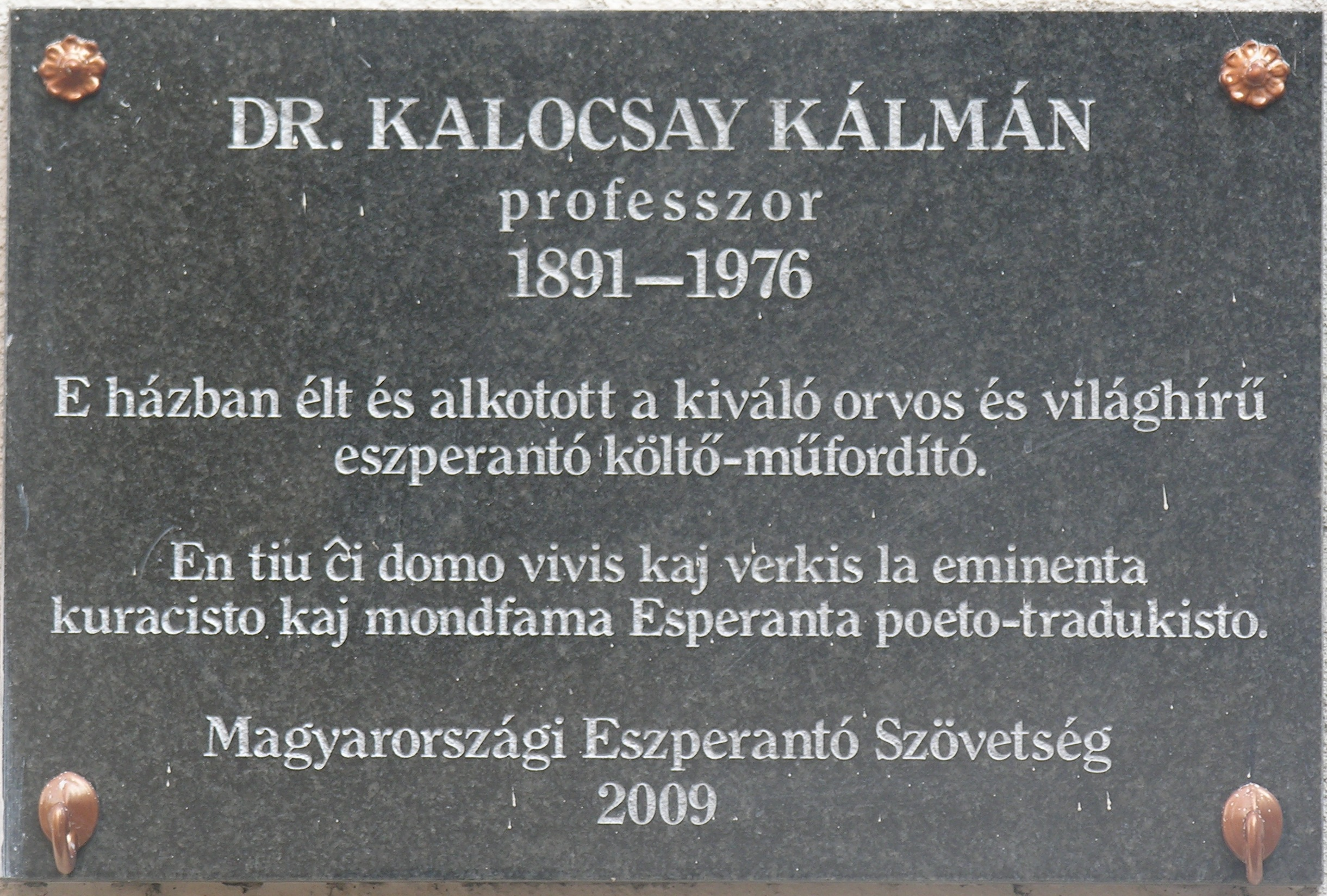
Kalocsay Kálmán emléktáblája Budapesten a Nyúl u. 4-ben - 2009
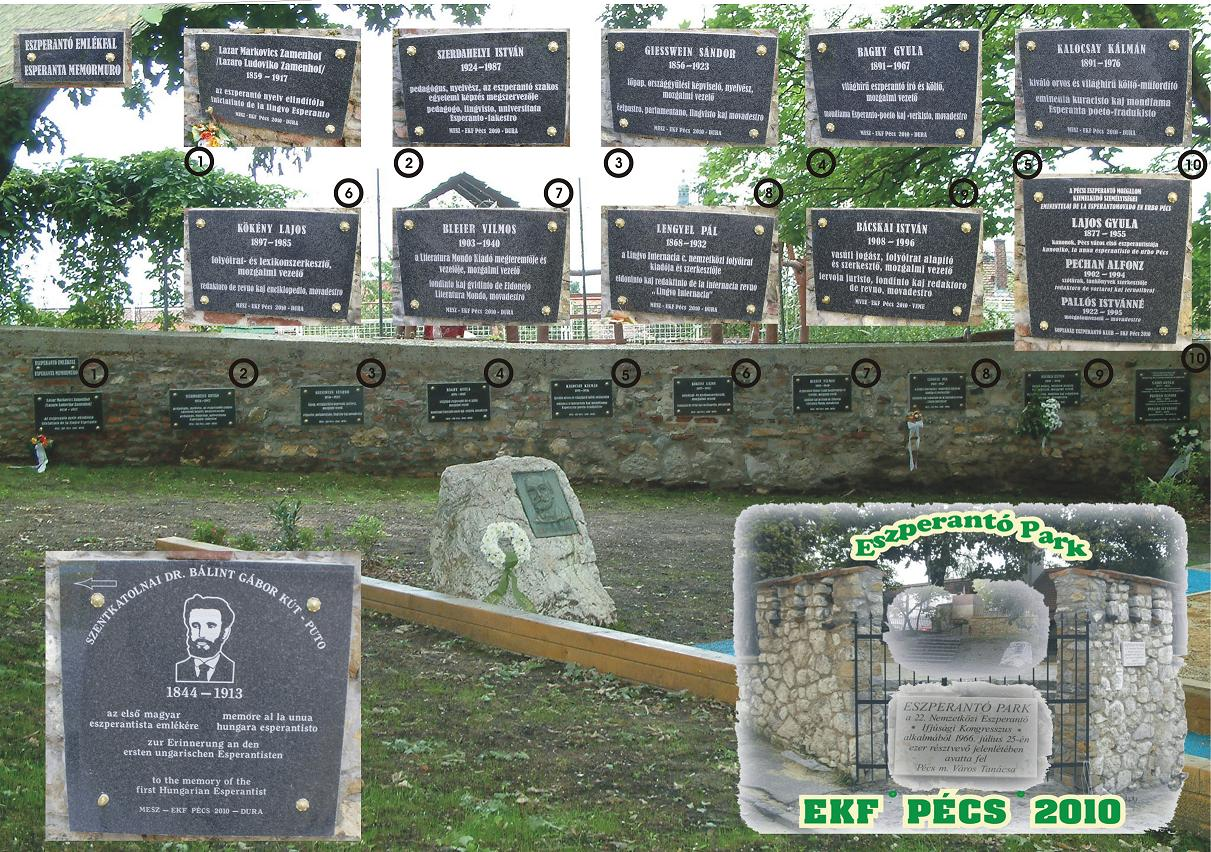
Eszperantó Park - Pécs 2010
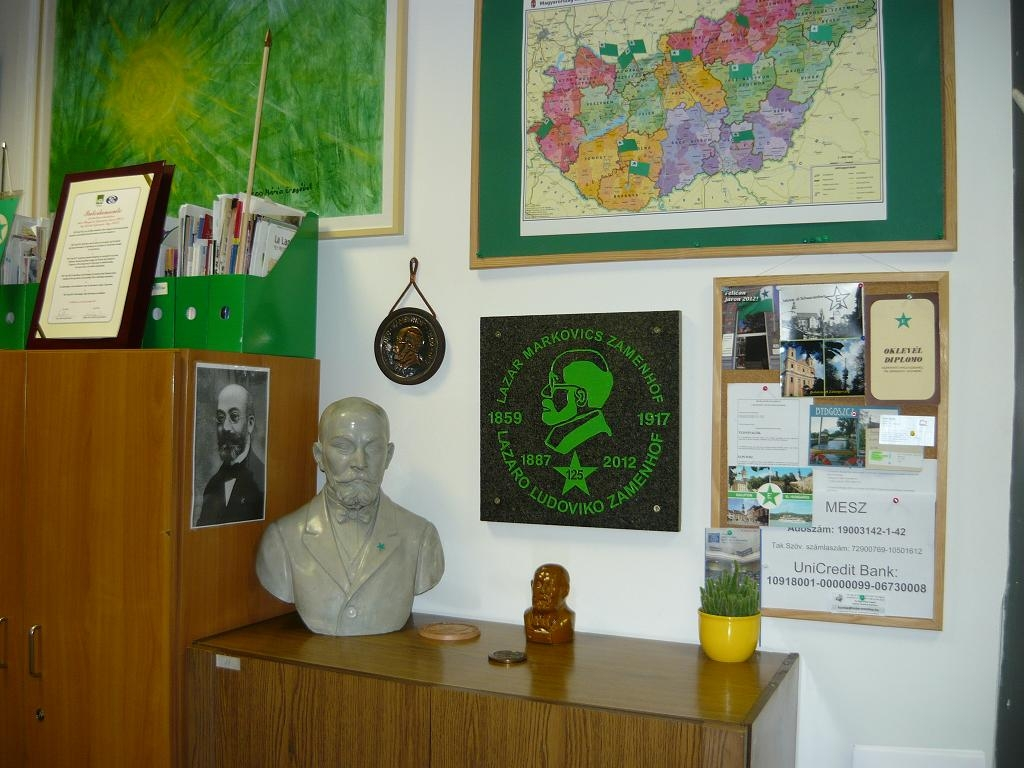
Zamenhof sarok a MESZ irodában - 2012
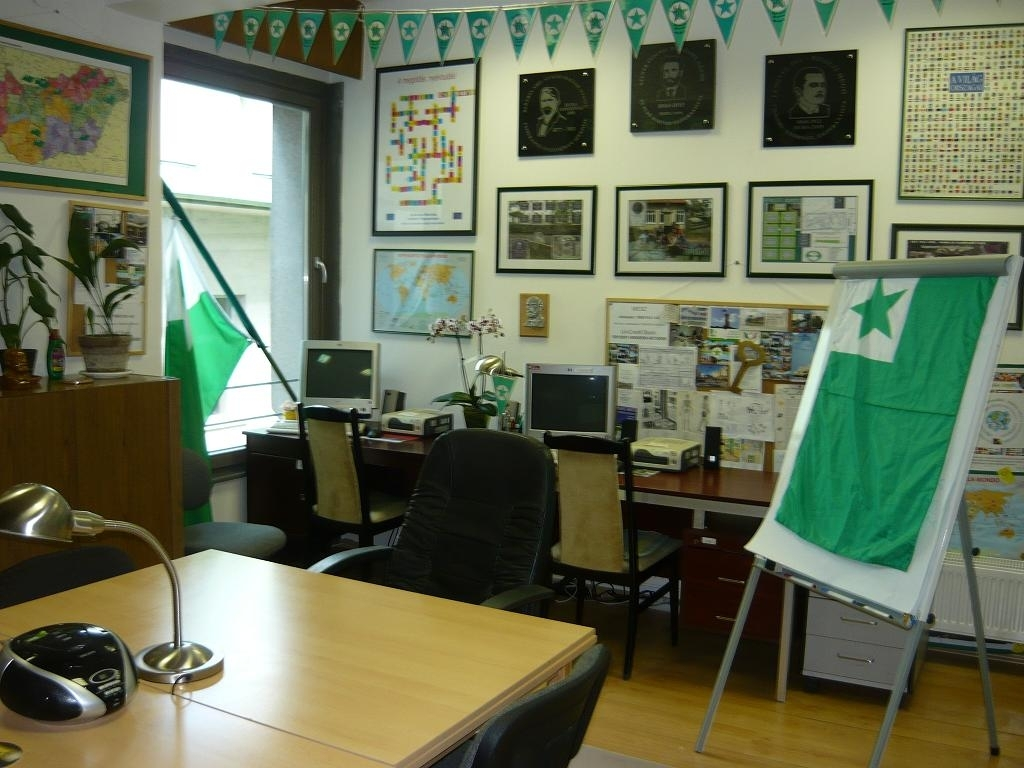
MESZ iroda - 2014

Eszperantó Világkongresszusok helyszínei:

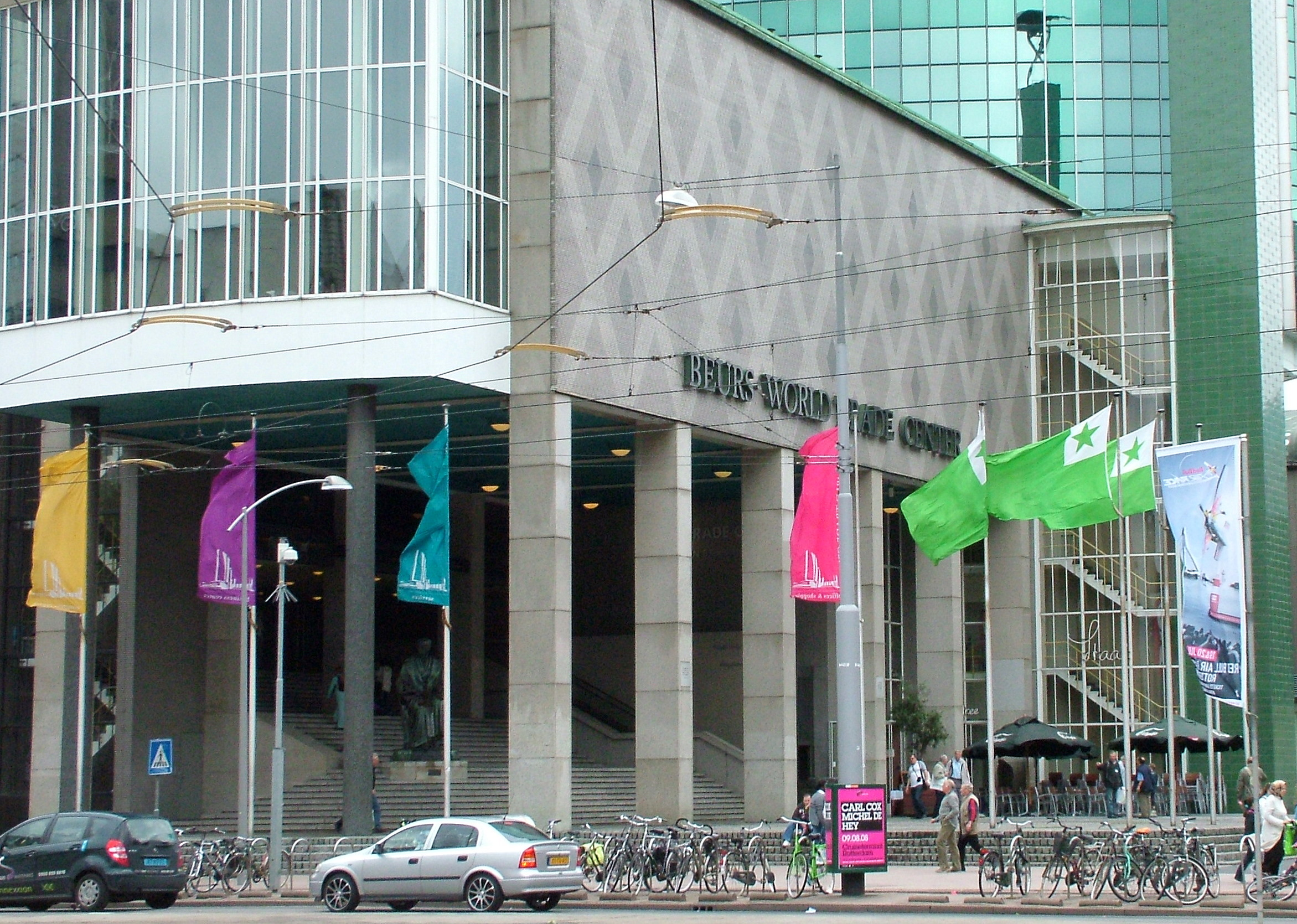
Hollandia, Rotterdam - 2008 -- további képek
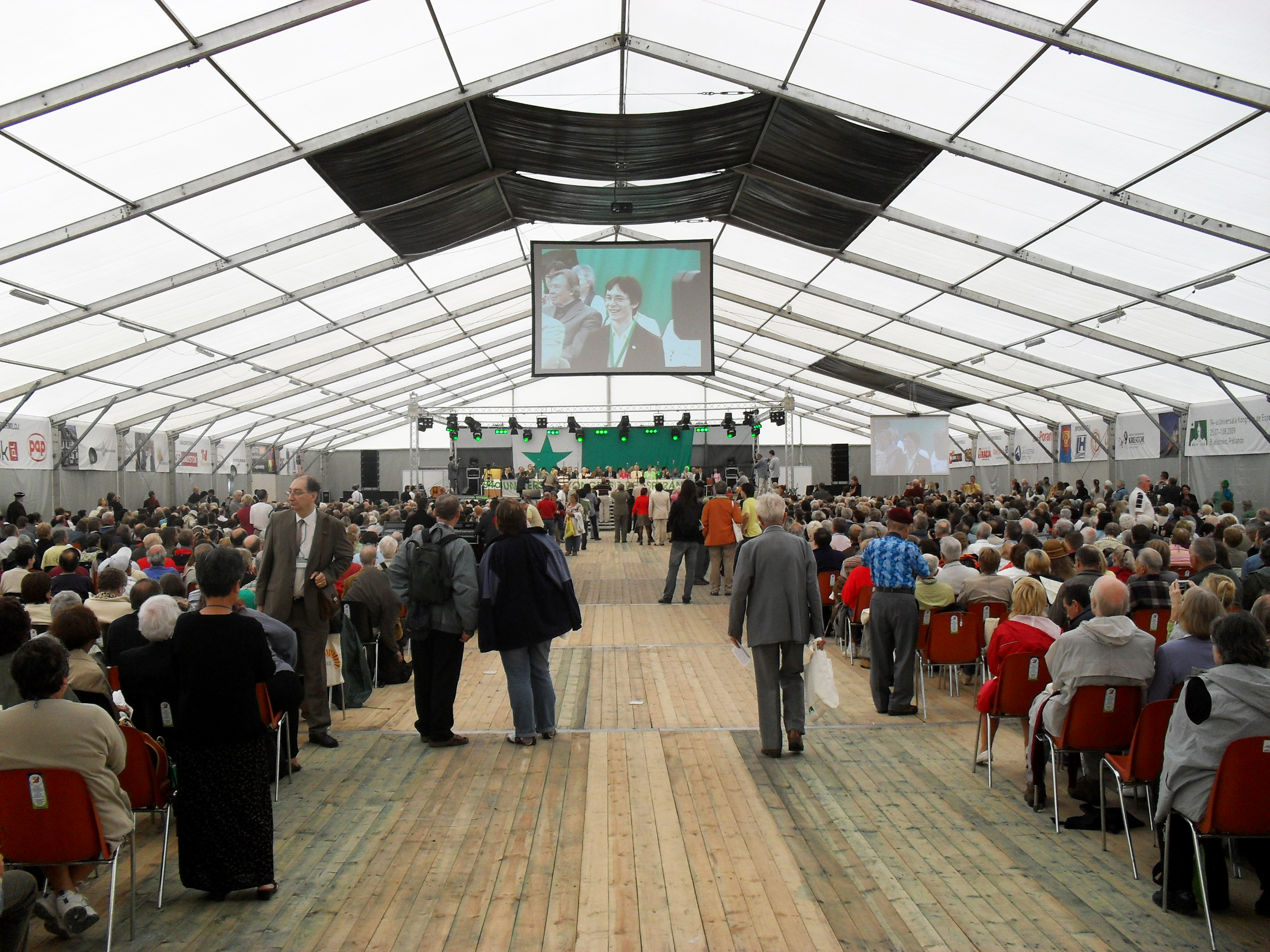
Lengyelország, Bialystok - 2009 -- további képek
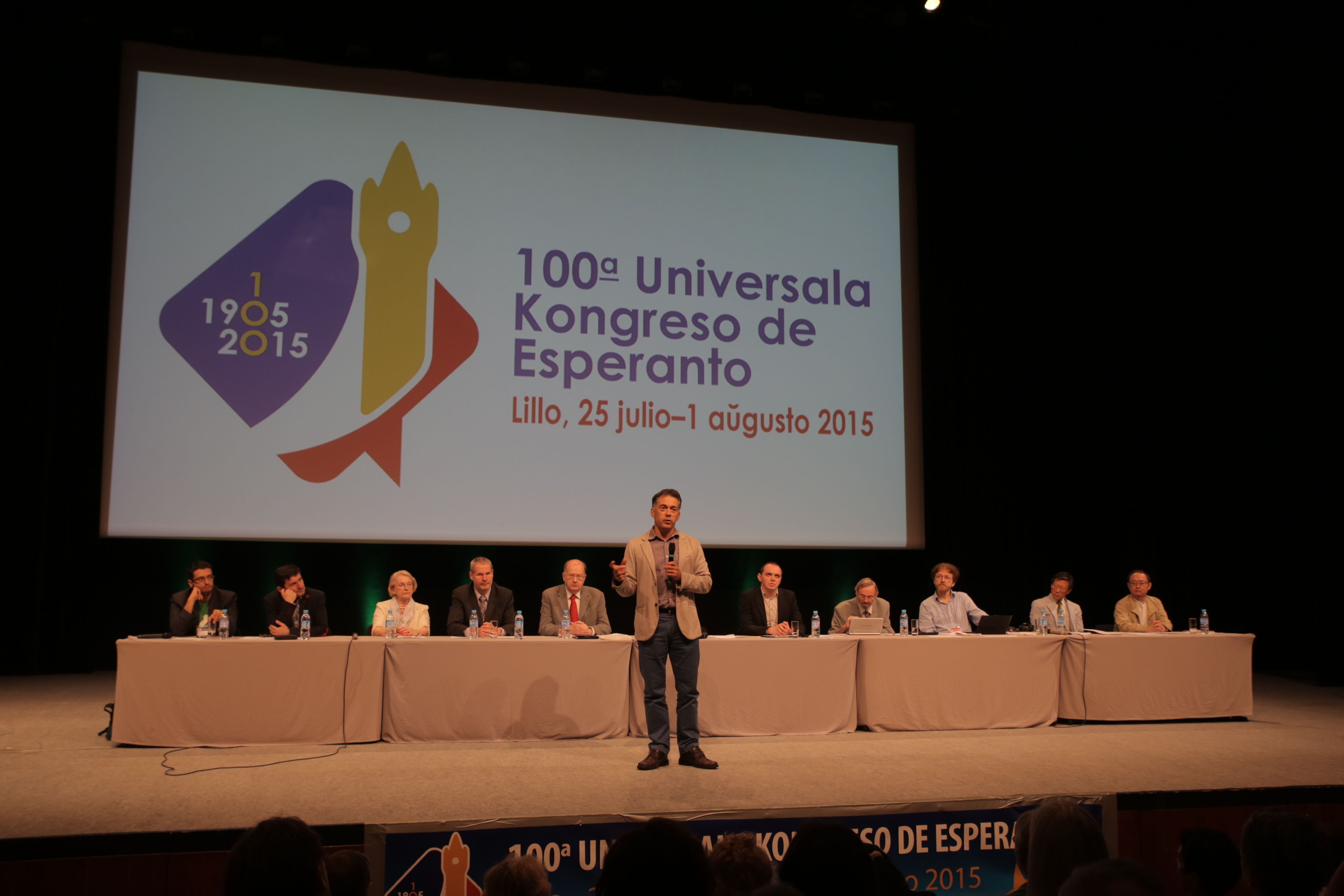
Franciaország, Lille - 2015 -- további képek
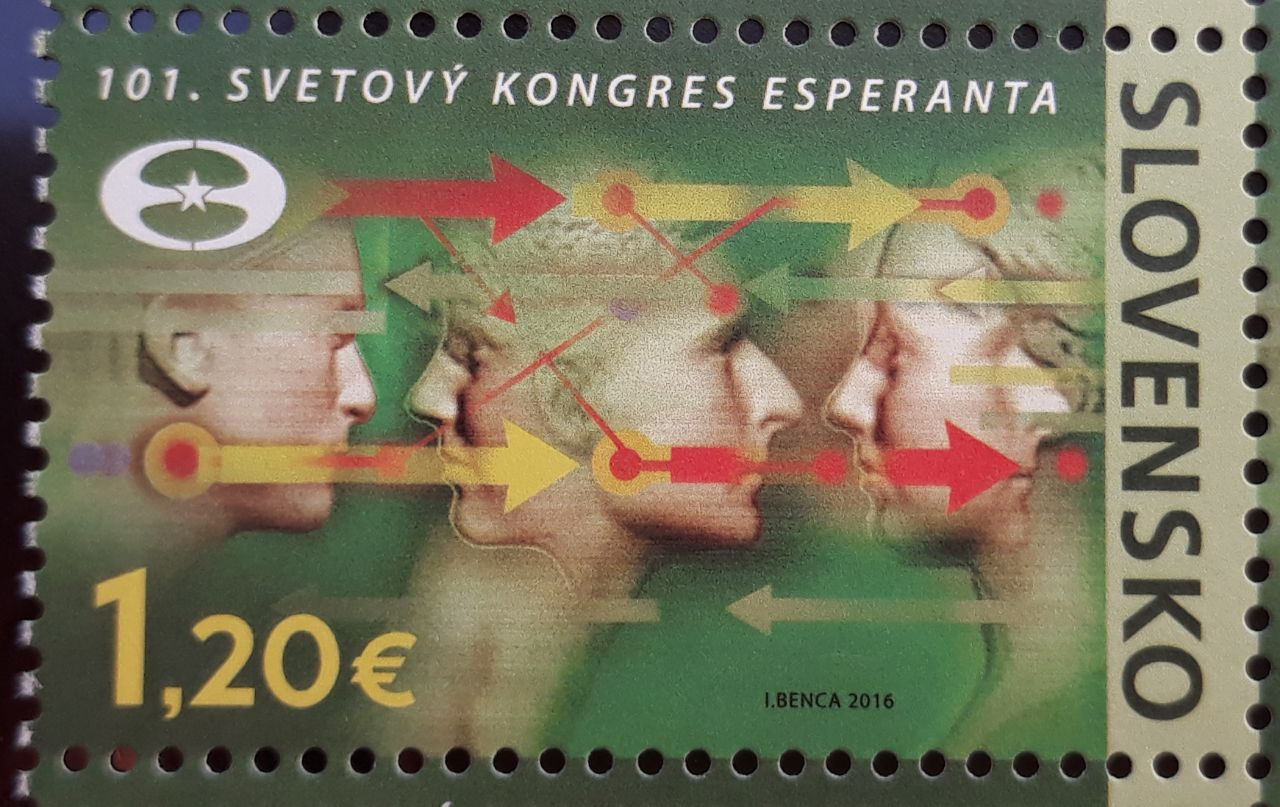
Szlovákia, Nyitra - 2016 -- további képek
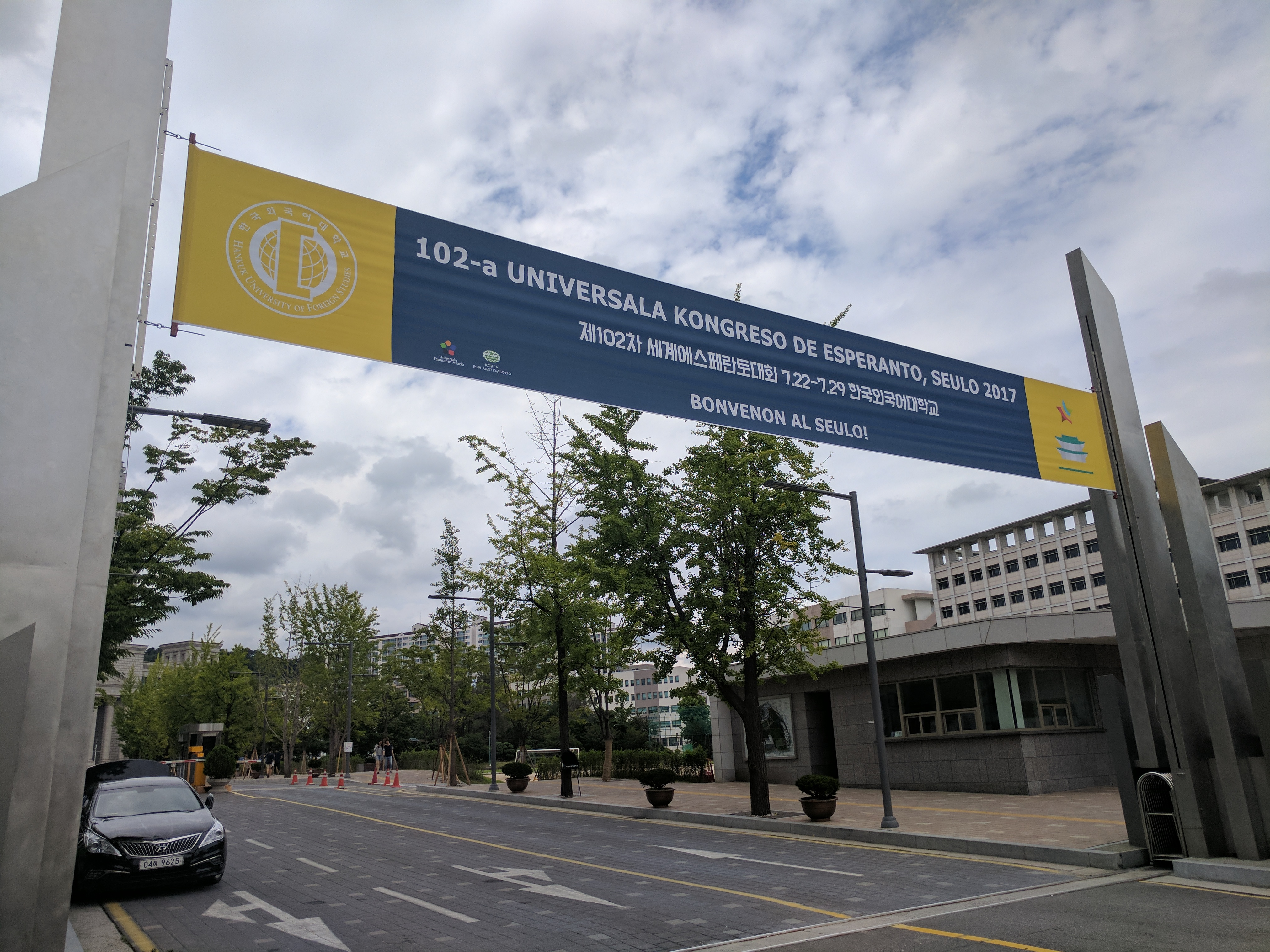
Dél-Korea, Szöul - 2017 -- további képek